# Spelaeogriphacea

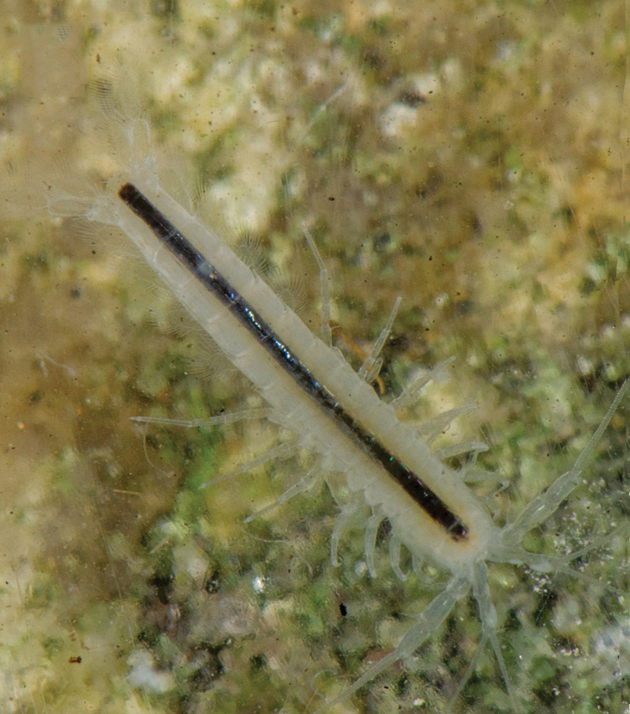
Spelaeogriphus lepidops

Spelaeogriphacea es un orden de crustáceos que no crecen más de 10 milímetros (0,4 plg). Poco se sabe sobre la ecología de la orden. 
Sólo se han descrito cuatro especies, todas ellas subterráneas. De los tres géneros, Potiicoara se conoce sólo en una cueva en el Mato Grosso de Brasil, Spelaeogriphus sólo en una cueva en Table Mountain en Sudáfrica, y las dos especies Mangkurtu sólo en acuíferos australianos individuales. Se conocen fósiles del grupo del Carbonífero Inferior de Canadá (Acadiocaris) y del Cretácico Inferior de España (Spinogriphus, Las Hoyas) y China (Liaoningogriphus, Formación Yixian), que están asignados a la familia Acadiocarididae. 